# William Dugdale
Pour les articles homonymes, voir Dugdale.
William Dugdale (12 septembre 1605 dans le comté de Warwick - 10 février 1686), historien et antiquaire anglais.

## Biographie
Nommé en 1644 héraut (harald) de Chester il devient en 1667 roi d'armes de l'ordre de la Jarretière. 
Il publie en latin et en anglais onze ouvrages volumineux sur l'histoire et les antiquités de son pays; les principaux sont:
- (la) Monasticon Anglicanum, Londres, 1655-1673, 3 vol. in-folio : t. I (1655), t. II (1661), t. III (1673).
- (en) The antiquities of Warwickshire, Londres, 1656, in-folio (lire en ligne).
- (en) Baronage of England, Londres, 1675-1676, 3 vol. in-folio.
- (en) History of St Paul's Cathedral, Londres, 1658 (réimpr. 1818), in-folio (lire en ligne).

## Source
Cet article comprend des extraits du Dictionnaire Bouillet. Il est possible de supprimer cette indication, si le texte reflète le savoir actuel sur ce thème, si les sources sont citées, s'il satisfait aux exigences linguistiques actuelles et s'il ne contient pas de propos qui vont à l'encontre des règles de neutralité de Wikipédia.